# Rada
„Rada” este o poezie scrisă de George Coșbuc, publicată în 1893 în volumul Balade și idile. A apărut prima dată în anul 1889.

## Legături externe
- Poezia „Rada” la wikisursă